# Tina Gorenjak
Tina Gorenjak, slovenska gledališka in filmska igralka, pevka, * 8. julij 1972, Slovenj Gradec.

## Življenjepis
Po gimnaziji, ki jo je obiskovala v Celju, je študirala dramsko igro in umetniško besedo na AGRFT v Ljubljani, kjer je leta 1997 diplomirala. Od leta 1997 do 2005 je bila članica ansambla Slovenskega ljudskega gledališča Celje, kjer je odigrala več kot 20 gledaliških vlog. V tem času je igrala tudi v drugih gledališčih, filmih (»Stereotip«, »Čamčatka«, »Blues za Saro« ...) in nadaljevankah (»Čokoladne sanje«, »Blisk«, »Dragi sosedje«) in vodila različne prireditve (EMA 2017).  Leta 2001 je napisala svoje prvo dramsko besedilo, monokomedijo z naslovom »Muca Maca ali Brez ljubezni mi živeti ni« ter besedilo za naslovno pesem v predstavi. Monokomedija je več kot šestdesetkrat uspešno odigrala, istočasno pa se je s pesmijo »Muca Maca« občinstvu predstavila kot pevka. Pesem »Muca Maca« se je uvrstila na več slovenskih glasbenih lestvic.
Od leta 2005 ima status svobodne umetnice in sodeluje v različnih slovenskih gledališčih. Med drugim je v vlogi Silve nastopala v predstavi »5žensk.com« v Špas teatru.
Leta 2019 se kot zvezda plesalka priključi 3. sezoni oddaje Zvezde plešejo, kjer je tekmovala s plesalcem Mihom Vodičarjem.

### Zasebno življenje
Tina Gorenjak ima hčerko Nino Barbaro.

## Filmografija

### Film
| Leto      | Naslov        | Vloga          |
| --------- | ------------- | -------------- |
| 1996      | Čamčatka      | Melitta        |
| 1997      | Stereotip     | Marjetica      |
| 1998/1999 | Blues za Saro | Ines Kocjančič |
| 2014      | Vloga za Emo  | Uhanarka       |

### Televizija
- Čokoladne sanje
- Blisk
- Nova dvajseta
- Dragi sosedje